# Alex Leandro
Pour les articles homonymes, voir Leandro et Alex.
Alex Leandro Souza, plus communément appelé Alex Leandro, est un footballeur professionnel brésilien né le 28 août 1984. Il évolue au poste de milieu de terrain.

## Clubs successifs
| Saison      | Club              | Pays     | Ligue | Matchs /Buts | Coupe d'Europe |
| ----------- | ----------------- | -------- | ----- | ------------ | -------------- |
| 2003 - 2004 | FC Sion           | Suisse   | ChL   | 23 / 5       | -              |
| 2004 - 2005 | FC Sion           | Suisse   | ChL   | 8 / 2        | -              |
| 2004 - 2005 | FC Bulle          | Suisse   | 1.L.  | 14 / 0       |                |
| 2005 - 2006 | FC Sion           | Suisse   | D1    | 1 / 0        | -              |
| 2006 - 2007 | Unirea Urziceni   | Roumanie | D1    | 10 / 1       |                |
| 2007 - 2008 | Iraklis Salonique | Grèce    | D1    | /            |                |
| 2007 - 2008 | Chaidari FC       | Grèce    | D2    | /            |                |
| Depuis 2008 | Iraklis Salonique | Grèce    | D1    | /            |                |

## Palmarès
- Vainqueur de la Coupe de Suisse 2006 avec le FC Sion.